# 福間剛
福間 剛（ふくま ごう、1977年11月20日 - ）は、日本の歌手。本名は同じ。

## 略歴
2006年第一興商主催　全日本カラオケグランプリにて中島卓偉の「mother sky」を歌い九州大会3位 中野サンプラザホールで行われた決勝大会に出場。

2007年11月ユニット名 ミライ・ドライヴとして『ミュータント タートルズ』ED主題歌「Fighting Spirit」でデビュー。

2007年3月五十川ゆきデビュー公演にゲスト出演。

2014年10月小林梓セカンドミニアルバム『Alexandrite』にコーラスで参加。

## 人物
- 非常にパワフルで響きのあるハイトーンボイスとシャウトを得意としている。
- 日本で一番尊敬しているボーカリストは中島卓偉である。2006年の全日本カラオケグランプリ出場時には中島卓偉の「mother sky」で九州大会3位を受賞している。
- 2007年に作詞家の園田凌士とのユニットミライ・ドライヴで出した「Fighting Spirit」が『ミュータント タートルズ』ED主題歌に起用される。

## 影響を受けたアーティスト
1. マイケル・ジャクソン
2. シンディー・ローパー
3. 稲葉浩志
4. 中島卓偉
5. 坂本英三
6. 布袋寅泰
7. UVERworld
8. ONE OK ROCK

## ディスコグラフィー

### シングル
1. 「Fighting Spirit」　ミライ・ドライヴ(2007/11/21)
2. 「Alexandrite」　小林梓　コーラス参加（2014/11/4）

## LIVE

### 2007年
1. 全日本カラオケグランプリ2007 決勝大会（中野サンプラザ）
2. 2008年　五十川ゆきデビュー公演　ゲスト出演（佐伯文化会館）